# Sean Callery
Sean Callery (Hartford, 1964) è un compositore statunitense.
È maggiormente conosciuto per le 2 intere colonne sonore create per la serie tv 24 e per le musiche composte per la serie tv Nikita.  Le musiche di Sean Callery si distinguono per l'integrazione con gli strumenti musicali ed i sofisticati effetti sonori che riesce a creare attraverso le elaborazioni al computer.

## Biografia
Sean Callery è nato in Connecticut ed ha vissuto in Bristol, Rhode Island dove ha iniziato sin da tenera età a suonare il pianoforte. Proseguendo nella sua educazione di musica classica, ha suonato del piano jazz in diversi night club nei fine settimana.  Callery ha cercato di imparare vari generi musicali come anche il trombone e la tuba, ha studiato al conservatorio di musica New England Conservatory of Music dove ha imparato anche la composizione audio-musicale.

Nel 1987 si trasferì a Los Angeles dove ha lavorato per la New England Digital, l'industria musicale creatrice del Synclavier, il primo sintetizzatore audio digitale. Sean Callery ha addestrato molti compositori come Alan Silvestri, James Newton Howard, Herbie Hancock e Mark Snow, su come integrare questa tecnologia nei loro processi di scrittura musicale. Durante questo periodo Callery ha iniziato anche a creare e arrangiare musiche per vari artisti e progetti.

Nel 1989 ha iniziato a comporre musiche per show, film tv e varie serie tv che lo hanno premiato anche di due Emmy Awards. 

Attualmente vive e risiede a Los Angeles assieme alla moglie Debbie.

## Carriera
La carriera di Sean Callery ha iniziato a svilupparsi dal 1989 con la composizione della musica per lo show Siegfried & Roy a Las Vegas e poi nel 1990 proseguì accanto a John Farrar con la creazione della colonna sonora per il film tv della NBC A Mom for Christmas.  Callery proseguì lavorando per la serie tv Star Trek - Deep Space Nine che gli portò una nomination all'Emmy Awards. Nel 1996, Marc Snow presentò Sean Callery a Joel Surnow, il produttore esecutivo della serie tv di USA Network, Nikita, il quale affidò a Callery la creazione delle musiche per la totalità delle cinque stagioni della serie tv, 1997 2001.  Nel 2001 Callery collaborò nuovamente con Joel Surnow alla composizione delle musiche per la serie tv 24, per la quale ricevette due Emmy Awards per la migliore colonna sonora nel 2003 e nel 2006. Callery ha inoltre composto musiche per le serie tv Medium e Treasure Hunters per la NBC.

Recentemente ha composto le musiche per il film tv Not like everyone else ed attualmente sta lavorando per il reality show De Grote donorshow.

## Premi e Nomination

### Emmy Awards
- 1993 - Nominato per la serie tv: Star Trek - Deep Space Nine.
- 2002, 2004, 2005 - Nominato per la serie tv: 24.
- 2003 e 2006 - Vinto per la serie tv: 24.

### ASCAP Film and Television Music Awards
- 2003 e 2006 - Vinto per la serie tv: 24.
- 2006 - Vinto per la serie tv: Medium.